# Wörterbuch der Logik
Das Wörterbuch der Logik ist ein Lexikon zu Begriffen der Logik und zu Philosophen, die auf diesem Gebiet gearbeitet haben.

## Inhalt
Das Lexikon ist eine mit dem Verfasser überarbeitete Übersetzung der russischen Ausgabe von 1975.
Das Wörterbuch behandelt Themen der formalen Logik, der deduktive Logik, der dialektischen Logik und der mathematischen Logik sowie biografischen Artikel zu Philosophen.
Das Buch umfasst das:
- Vorwort der deutschen Herausgeber
- den Text von „A: erster Buchstabe“ bis „Zylinderalgebra“ und
- ein Literaturverzeichnis (S. 551–554).

So werden z. B. unter dem Stichwort „Logik“ (S. 279–322)
folgende Begriffe abgehandelt:
„Logik“; „Logik, deontische“; „Logik, dialektische“; „Logik, elementare“; „Logik, klassische“; „Logik, mathematische“; „Logik, mehrwertige“; „Logik, modale“; „Logik, nichtklassische“; „Logik, normative“; „Logik, objektive“; „Logik, oder die Kunst zu denken“; „Logik, reine“; „Logik, traditionelle“; „Logik der Dinge“; „Logik, zweiwertige“; „Logik der Entdeckungen“; „Logik der Handlungen“; „Logik der Prüfung“; „Logik der Stoa“; „Logik der Wissenschaft“; „Logik des Awiasaph“; „Logikunterrich“t; „Logik von Port-Royal“, „logisch“; „logisch allgemeingültig“; „logisch äquivalent“; „logische Auswahl“; „logische Bauelemente“; „logische Betonung“; „logische Finte“; „logische Form“; „logische Gesetze“; „logische Maschine“; „logische Methode“; „logische Operation“; „logischer Atomismus“; „logischer Beweis“; „logischer Distanzwiderspruch“; „logische Relation“; „logischer Fehler“; „logischer Funktionskalkül“; „logischer Positivismus“; „logische Syntax“; „logische Wahrheit“; „logisch konsequent“; „logisch wahrer Satz“; „Logismus“; „Logistik“
Es werden Philosophen von Pierre Abelard bis Zenon mit dem Schwerpunkt ihres Beitrages zur Logik behandelt.

## Ausgaben
- Nikolaj I. Kondakov: Logiceskij slovar. Nauka, Moskva 1971
- Nikolaj I. Kondakov: Logiceskij slovar'-spravocnik. Nauka, Moskva 1975
- N. I. Kondakow: Wörterbuch der Logik. Hrsg. der deutschen Ausgabe: Erhard Albrecht und Günter Asser. Verlag der Enzyklopädie, Leipzig 1978 (2., neubearb. Aufl., Bibliographisches Institut, Leipzig 1983)
- Nikolaj Ivanovič Kondakov: Wörterbuch der Logik. Hrsg. der deutschen Ausgabe: Erhard Albrecht und Günter Asser. Verlag das europäische Buch, Westberlin 1978 ISBN 3-920303-80-6

## Rezensionen
- Witold Marciszewski: Nikolai I. Kondakow: Wörterbuch der Logik. In: Zeitschrift für philosophische Forschung. A. Hain, Meisenheim 1980 April/Juni 1980 ISSN 0044-3301